# Rhynonirmus
Rhynonirmus är ett släkte av insekter som beskrevs av Thompson 1935. Rhynonirmus ingår i familjen fjäderlöss.
Släktet innehåller bara arten Rhynonirmus scolopacis.